# Ácido 2,4-di-hidroxibenzoico
Ácido 2,4-diidroxibenzoico, ácido 2,4-di-hidroxi-benzoico ou ácido β-resorcílico, abreviado na literatura como 2,4-DHBA (do inglês 2,4-dihydroxybenzoic acid) é um ácido diidroxibenzoico de fórmula C7H6O4 e massa molecular 154,12 g/mol.
Como um ácido resorcílico, é um dos três ácidos isoméricos cristalinos que são tanto derivados carboxilados do resorcinol e derivados diidroxilados do ácido benzoico.
É um produto de degradação de glicosídeos cianidina das cerejas ácidas em cultura de células. É também um metabólito encontrado no plasma humano após o consumo de suco de oxicoco.